# Hrusziwka (obwód czerniowiecki)
Hrusziwka (ukr. Грушівка) – wieś na Ukrainie, w obwodzie czerniowieckim, w rejonie czerniowieckim, w hromadzie Wołoka. W 2001 liczyła 1178 mieszkańców, głównie Rumunów.